# Eupithecia uinta
Eupithecia uinta là một loài bướm đêm trong họ Geometridae.